# Teresa Helbig
Teresa Helbig (Barcelona, 15 de setembre de 1963) és una dissenyadora de moda catalana. El 2023 va ser reconeguda amb el Premi Nacional de Disseny de Moda.

## Trajectòria
Teresa Helbig es va iniciar en el món de la costura a través de la seva mare, que era modista. Va començar la seva trajectòria professional en la dècada de 1980 en l'aparadorisme i va llançar la seva primera col·lecció de moda l'any 1996, que va obtenir un bon ressò.
A partir d'aquest moment va obrir el seu propi taller al barri de l'Eixample de Barcelona, fent vestits a mida i des d'on va desenvolupar el que ella anomena Prêt-à-couture, sèries petites de peces que s'encaixen dins del Ready to wear (literalment, a punt per vestir, produïdes industrialment), així com vestits de núvia.
Va ser pionera a acostar les seves creacions de moda al gran públic amb la creació de fashion films i la comercialització dels seus dissenys immediatament després de la desfilada. També va rebre l'encàrrec de crear el vestuari una obra del Ballet Nacional, els uniformes del Col·legi Britànic i la primera dona a crear els vestits del personal de l'aerolínia Ibèria.
El Museu del Disseny de Barcelona conserva un vestit de l'any 2008 dissenyat per Teresa Helbig.

## Premis i reconeixements
Al llarg de la seva trajectòria ha estat reconeguda amb el Premi Glamur a Millor Dissenyadora Nacional, el Premi Marie Claire a la millor dissenyadora novella (2009) i amb el guardó Barcelona és moda al millor negoci de moda (2009).Els anys 2010, 2012 i 2019, va ser reconeguda amb el Premi L’Oréal a la Millor Col·lecció de la Mercedes-Benz Fashion Week de Madrid i el 2011 la revista Glamour la va distingir com la millor dissenyadora espanyola de l'any. El 2020, l'Escola Superior de Disseny LCI Barcelona li va concedir el Premi Felicitat Duce, creat en honor a la fundadora de la seva Escola de Moda Felicitat Duce Ripollés per a reconèixer a les figures rellevants del disseny i la moda.
L'any 2023 va guanyar el Premi Nacional de Disseny de Moda, considerat el màxim reconeixement dels concedits pel Ministeri de Cultura pel que fa a moda, esdevenint la quarta dona a aconseguir-lo després d'Amaya Arzuaga, Ágatha Ruiz de la Prada, Sybilla i Ana Locking. Igualment, va obtenir el Premi Ciutat de Barcelona 2024 en la categoria de Disseny i Moda per la seva col·lecció Wet Ballet, en la qual el jurat va valorar “el seu estil personal en moda i imaginari, fonamentat en la tradició i els oficis de la moda al marge de la producció massiva”.